# ニコライ・リョーリフ
ニコライ・コンスタンティノヴィチ・リョーリフ（露: Николай Константинович Рёрих、ミコラ・コスチャンティノヴィチ・リョーリフウクライナ語: Микола Костянтинович Реріх、1874年10月9日 - 1947年12月13日）は、ドイツ系ロシア人の画家。美術界と法曹界で訓練を積んでおり、文学や哲学、考古学に関心を寄せた知識人でもあった。一般的には、ストラヴィンスキーの『春の祭典』の着想・構想・舞台デザインに関わった美術家として知られる。音楽史において、しばしばドイツ語名のニコライ・レーリヒ（Nicholas Roerich）で言及される。

## 概要

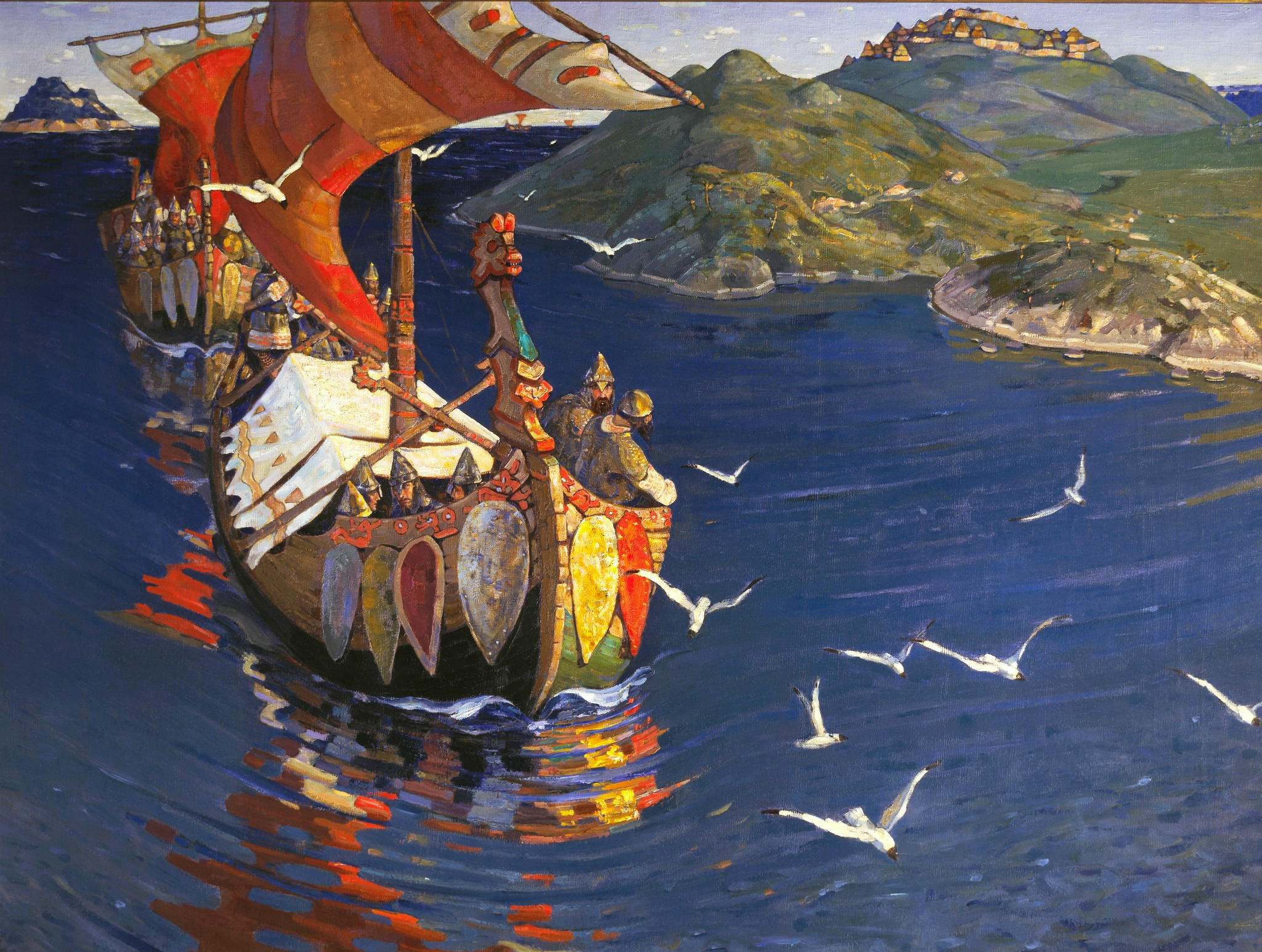
海を越えて来た客（1899年）

サンクトペテルブルクで裕福な公証人の家庭に生まれ、世界各地で流浪の生涯を送った後、インドのパンジャブで最期を迎えたコスモポリタンである。渡米後は英語風にニコラス（Nicholas）と名乗った。妻であるエレナ夫人ともども神智学の導師として活動し、共同でアグニ・ヨーガ協会を設立した。息子のユーリー・ニコラエーヴィチはジョージ・ディ・レリック（George de Roerich）の英語名でチベット学の研究者となり、孫のスヴャトスラフ・ニコラエーヴィチは画家・建築家となった。

## 生涯

### 前半生
父親コンスタンチン・リョーリフはスウェーデン系とラトビア系の血を引くバルト・ドイツ人、母親マリア・リョーリフはテュルク系タタール・ロシア人。
風景画家アルヒープ・クインジの門人。青年時代にウクライナやウクライナ文化と密接なつながりを持ったことから、タラス・シェフチェンコやゴーゴリ、ニコライ・コストマロフらといった同時代のウクライナの芸術家や知識人の影響を受けており、愛読書がシェフチェンコの詩、『コブザール』（コサックの吟遊詩人主題の詩集）であったことをリョーリフ自身が認めている。初めて学んだ絵画教室は、シェフチェンコが学んだのと同じ教室であった。「Покрова」のスケッチは1903年から1906年の間にかけてキエフで制作され、1910年にはペチャルシク・ラヴラ地区のトロイツキー大聖堂のためにモザイクも制作している。
リョーリフは、ストラヴィンスキーの《春の祭典》のための舞台デザインを手がけている。古代の異教時代のルーシをモチーフにしたこの作品は、デザインがあまりに革新的であったことで多くの反響を呼んだ。1913年のパリ初演では、賛否の分かれる大騒動をひき起こし音楽史上の画期的な事件となったが、上演が成功するにせよスキャンダルに終わるにせよ、ストラヴィンスキーの音楽やヴァーツラフ・ニジンスキーの振付けと共々相俟って、リョーリフのデザインが重要な要素となったのである。
リョーリフは73年の人生のうち42年間をサンクトペテルブルクに暮らした。

### 米国
1920年に最初のニューヨーク入りを果たす。夫妻ともども米国中を廻った後、ニューヨーク市に居を構え、美術学校を設立する。さまざまな神智学協会に加入するうち、美術活動よりも宗教活動がリョーリフ家の生活の主体となる。

### アジア探検

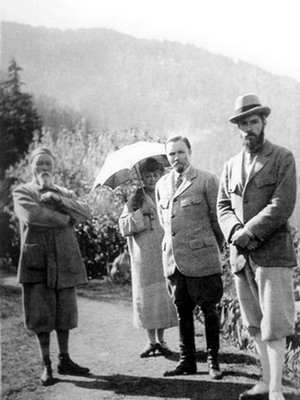
リョーリフ家（インド、クール(Kullu)の谷）

ニューヨークを後にしたリョーリフ家は、長男ジョージとその友人6人と共に、5年計画でアジア探検に赴いた。

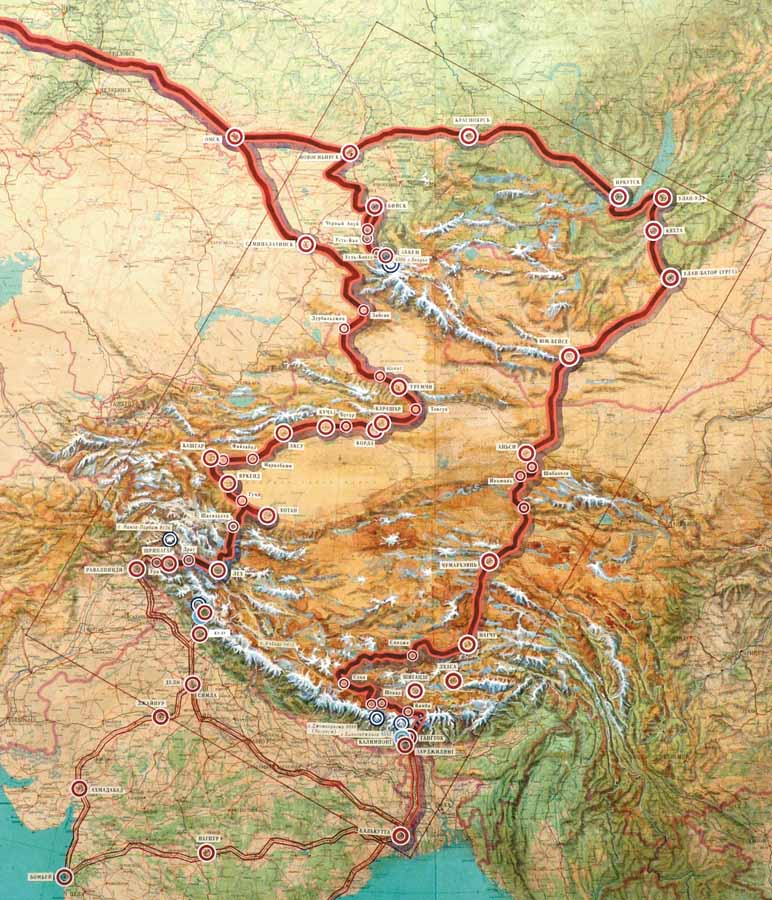
中央アジア遠征中1924年から1928年までの遠征ルート

リョーリフ自身の言葉を借りると「シッキムから始まり、パンジャーブ、ラダック、カラコルム山脈、ホータン、カシュガル、Qara Shar、ウルムチ、エルティシ川、アルタイ山脈、オイロート、中央ゴビ、甘粛省、ツァイダム盆地、そしてチベットへ」の探検旅行であり、途中、1926年にシベリアからモスクワへ寄り道する予定であった。
探検出発後、一行はチベット政府によって5か月間拘束され、1927年夏ごろから1928年6月までの約1年間にかけて一時行方不明となった。この間、わずかな配給食糧と氷点下でのテント暮らしを強いられ、一行のうち5名が死亡した。1928年春、チベット退去を許可されたリョーリフ家は南を目指して歩き、インドの研究施設「ヒマラヤ研究所 (Himalayan Research Institute)」の職員に保護された。リョーリフは「我々は銃をもっていたので流血の惨事は免れたが、チベットのパスポートがあったにもかかわらずチベット当局は強制的に探検をストップさせた」と語った。
リョーリフは、チベットにあるとされるシャンバラについての思想を展開し、後にソ連とアメリカの和解と心霊的な世界連邦樹立を目指して活動した。

### 文化活動

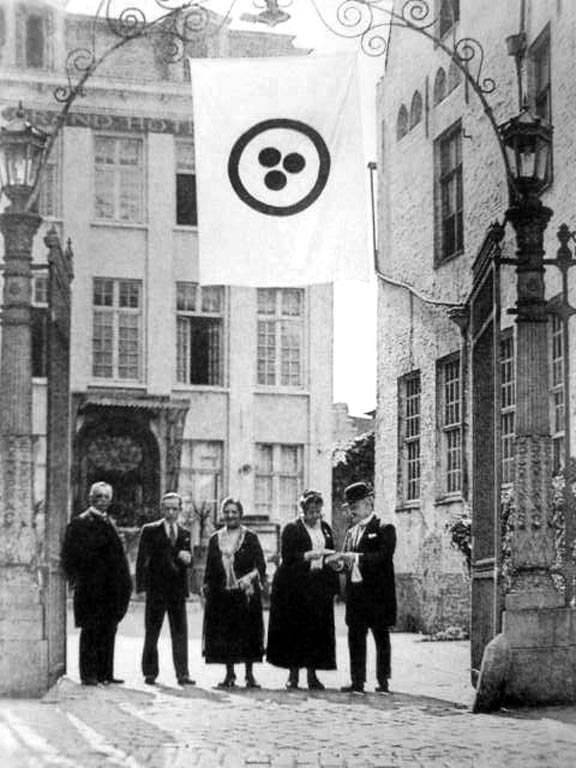
ブルージュでレーリヒ条約のために開催された2番目の国際会議の代表達。1932年8月

1929年にリョーリフは、パリ大学によってノーベル平和賞候補に推薦された（1935年には2度目の推薦を受けている）。平和についての高い関心に基づき芸術と文化の「国際赤十字」となることを目標に掲げた『パックス・クルトゥーラ』を創設。この文化保全活動を通じて、1935年4月15日にホワイトハウスにおいて全米州連盟（現・米州機構）に加盟するアメリカ合衆国と20ヶ国の加盟国を文化財保全を目的とした初期の国際条約であるレーリヒ条約（国際文化財保護条約）調印に導いた。

平和の旗（文化の旗）

当時の合衆国副大統領ヘンリー・A・ウォレスはリョーリフの元の追随者であったが、1935年から敵対するようになった、1940年の大統領選挙の際には問題として取り上げられた。1934年5月には息子ジョージと共に日本を訪れ講演会などを行った。
この国際条約のオフィシャルシンボルは「平和の旗（文化の旗）」であり、この旗は人類最古の象徴を表している。円の内側にある三つの赤い丸はそれぞれ、過現未（過去、現在、未来）を示しており、これら三つが文化の円で一つに囲まれている。また、この三つの赤い丸は、芸術、科学、宗教を示しているという解釈もできる。
リョーリフはこの活動を第一次世界大戦中に初めて考え始め、後にモリヤ大教師の協力のもと、この活動を続けたとされる。この活動には妻エレーナや息子達ユリーやスヴャトスラフ・リョーリフからも多大な協力を得ていた。この活動はモスクワにあるリョーリフ博物館の平和の旗のホールの記事に、レーリヒ条約のオリジナルテクストの翻訳を含めて描かれている。リョーリフは自分の文化活動を、ホワイトブラザーフッドの為の人類へと貢献だと考えていた。

## 遺産
リョーリフの芸術作品は主にニューヨークにあるニコライ・リョーリフ美術館に収められている。また、リョーリフの唱えた神智学の教えを広めようとする団体も多数存在する。絵画作品は、モスクワにある国立東洋芸術美術館リョーリフ館とリョーリフ国際センター(Международный центр Рерихов)、サンクトペテルブルクの国立ロシア美術館、トレチャコフ美術館、ニジニ・ノヴゴロド美術館とノヴォシビルスク美術館、インド・クールバレーにあるレーリヒ・ホール・エステートの他、大型作品はラトビア国立美術館にも所蔵されている。
リョーリフと妻ヘレナの活動の遍歴については、近年刊行された「Nicholas & Helena Roerich, The Spiritual Journey of Two Great Artists & Peacemakers」（Ruth Drayer著）という書籍がある。またJacqueline Decterによる伝記「Messenger of Beauty」、Kenneth Archer 著 「Nicholas Roerich: East and West」、John McCannon による学術論文や雑誌「Russia Life」への寄稿 「Searching for Shambhala」などがある。
ある後の研究によってリョーリフはチベット、モンゴル、中国、ロシアの一部からなる新しい国家を創設しようとしていたことが分かった。妻エレーナ（ヘレーナ）はそうした国がいかにしてリョーリフによって統治されるべきかを詳細につづった本「The Leader」を著し、後に Gleb Drobychev と Gurt Wilson によってロシア語から英語に翻訳されている。この意見については疑わしく、リョーリフ国際センター　(Международный центр Рерихов)と繋がりのある研究者はそれについて断固否定している。

## ギャラリー

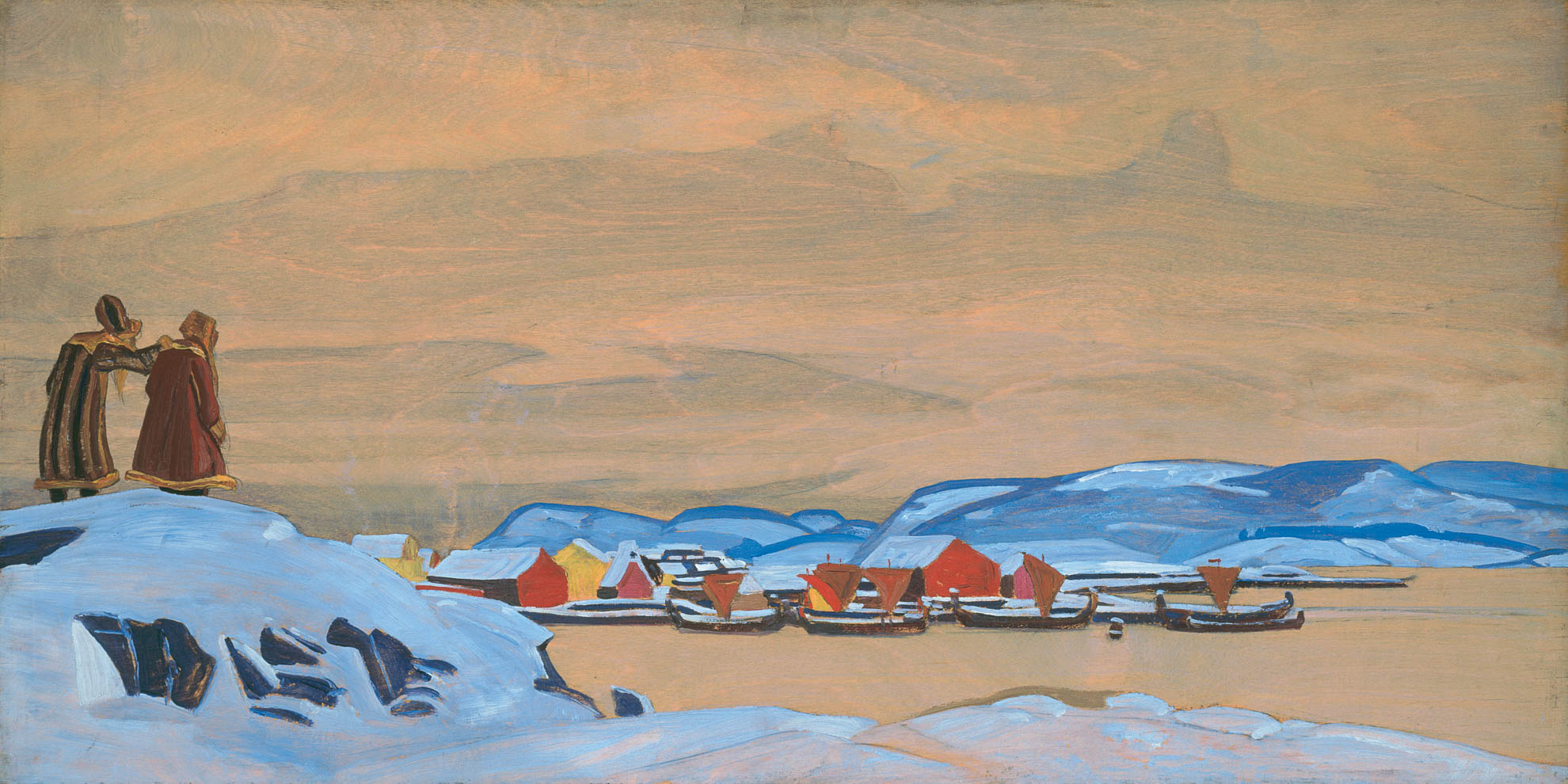
『いまだ去らず』Еще не ушли　1917年
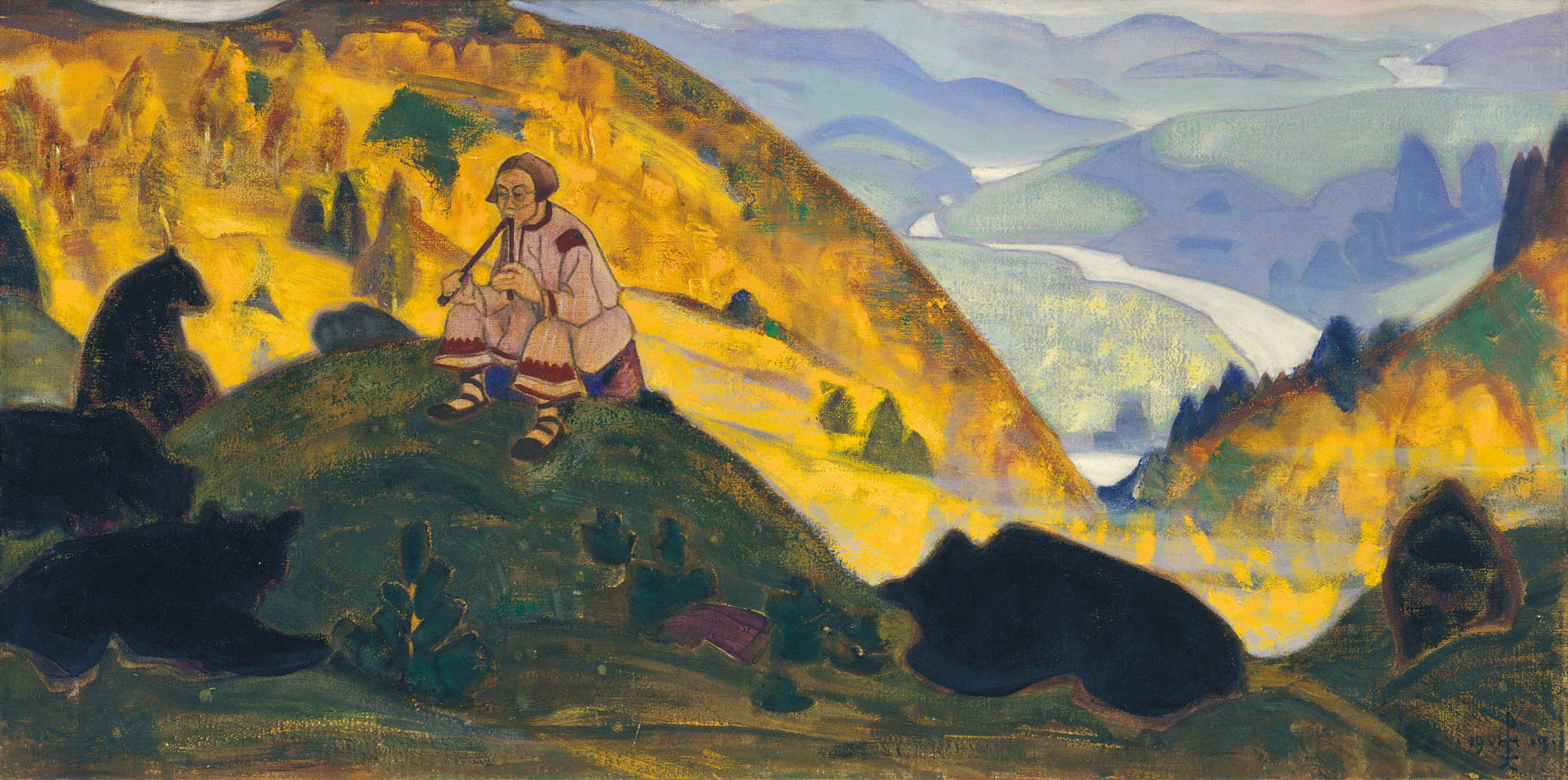
『我らの祖先』Наши предки　1919年
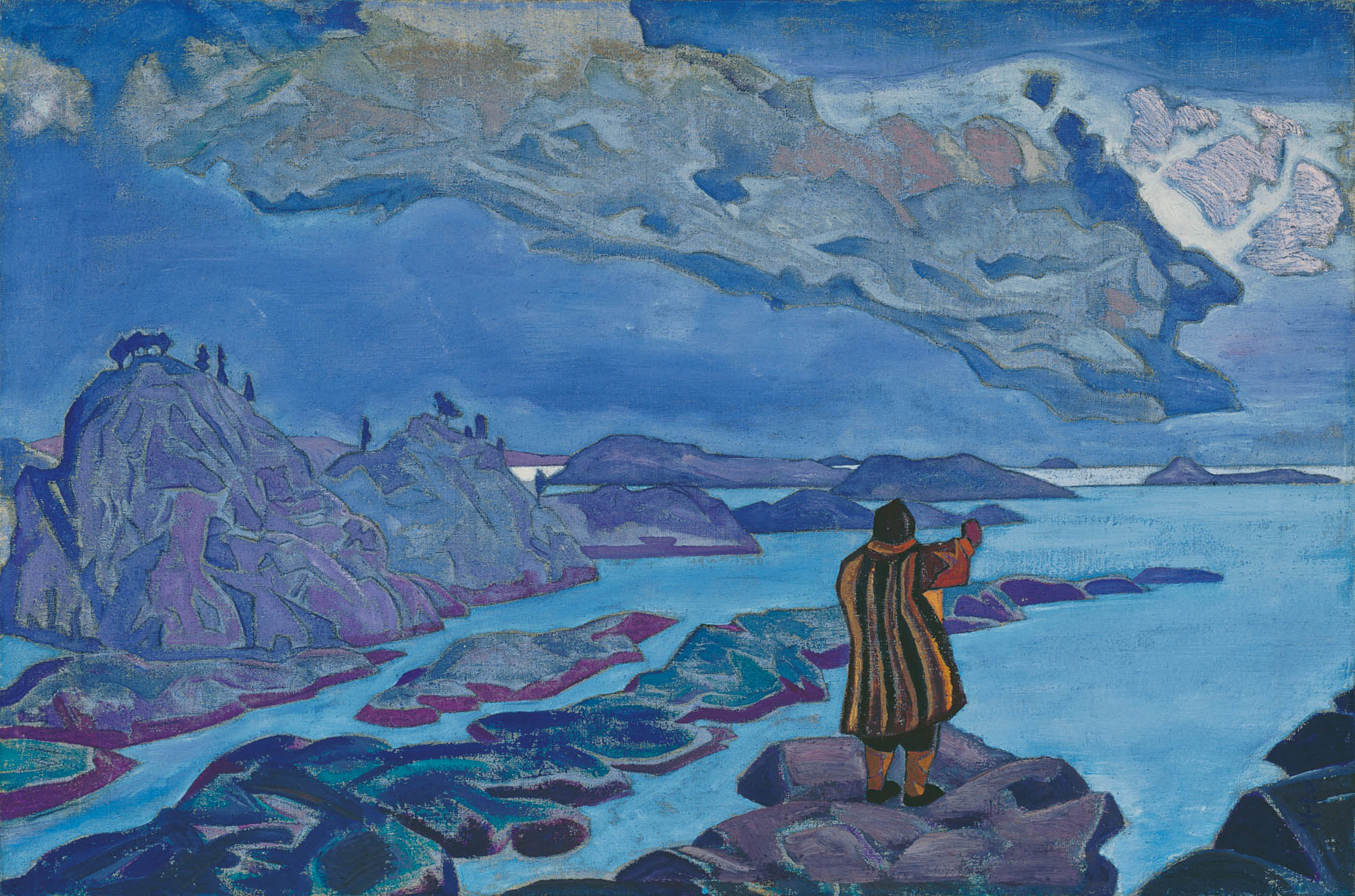
『命令』 Приказ　1921年
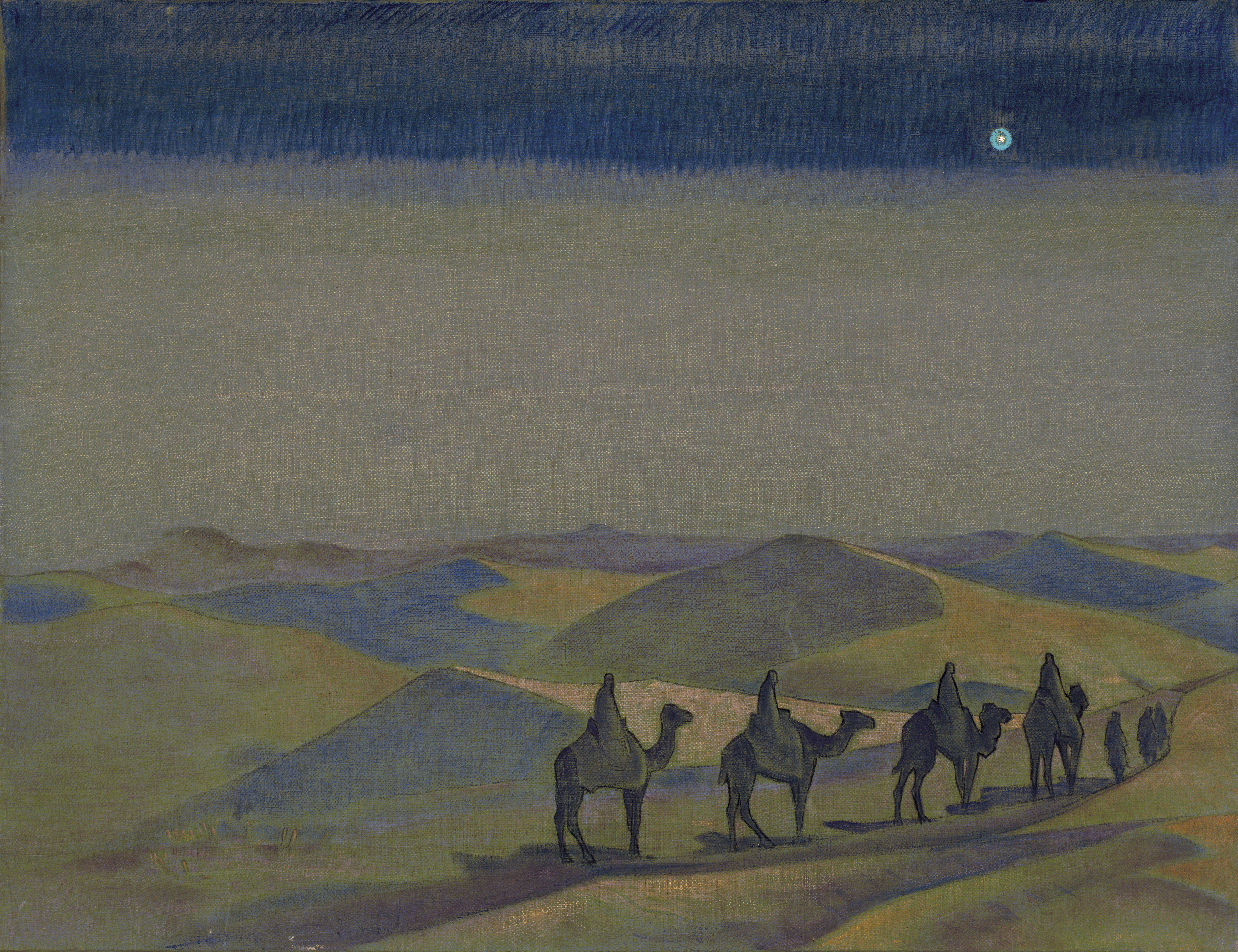
『平和の母の星』 Звезда Матери Мира　1924年
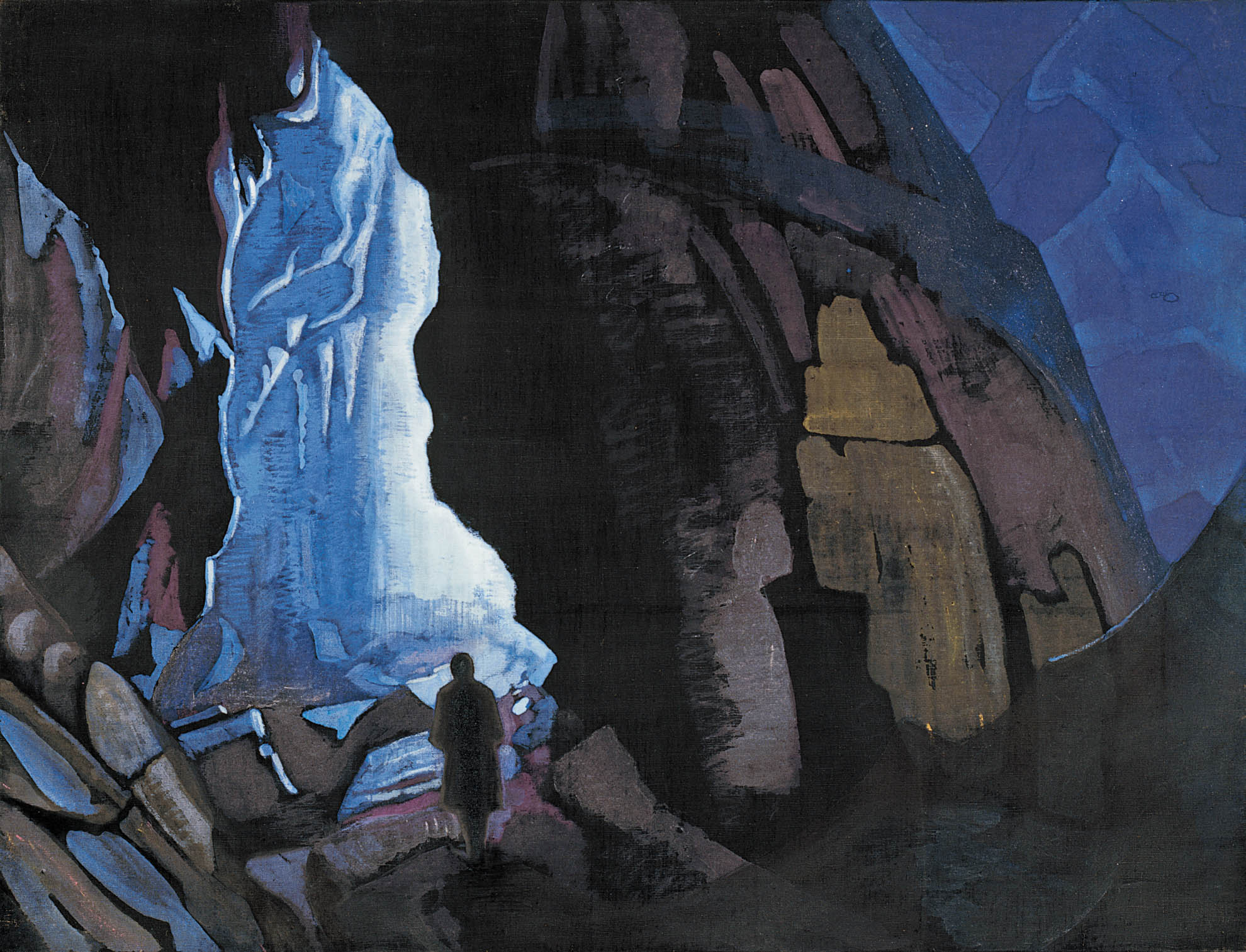
『地底 - 深淵よりも深く』Недра - Ниже чем глубины 1924年
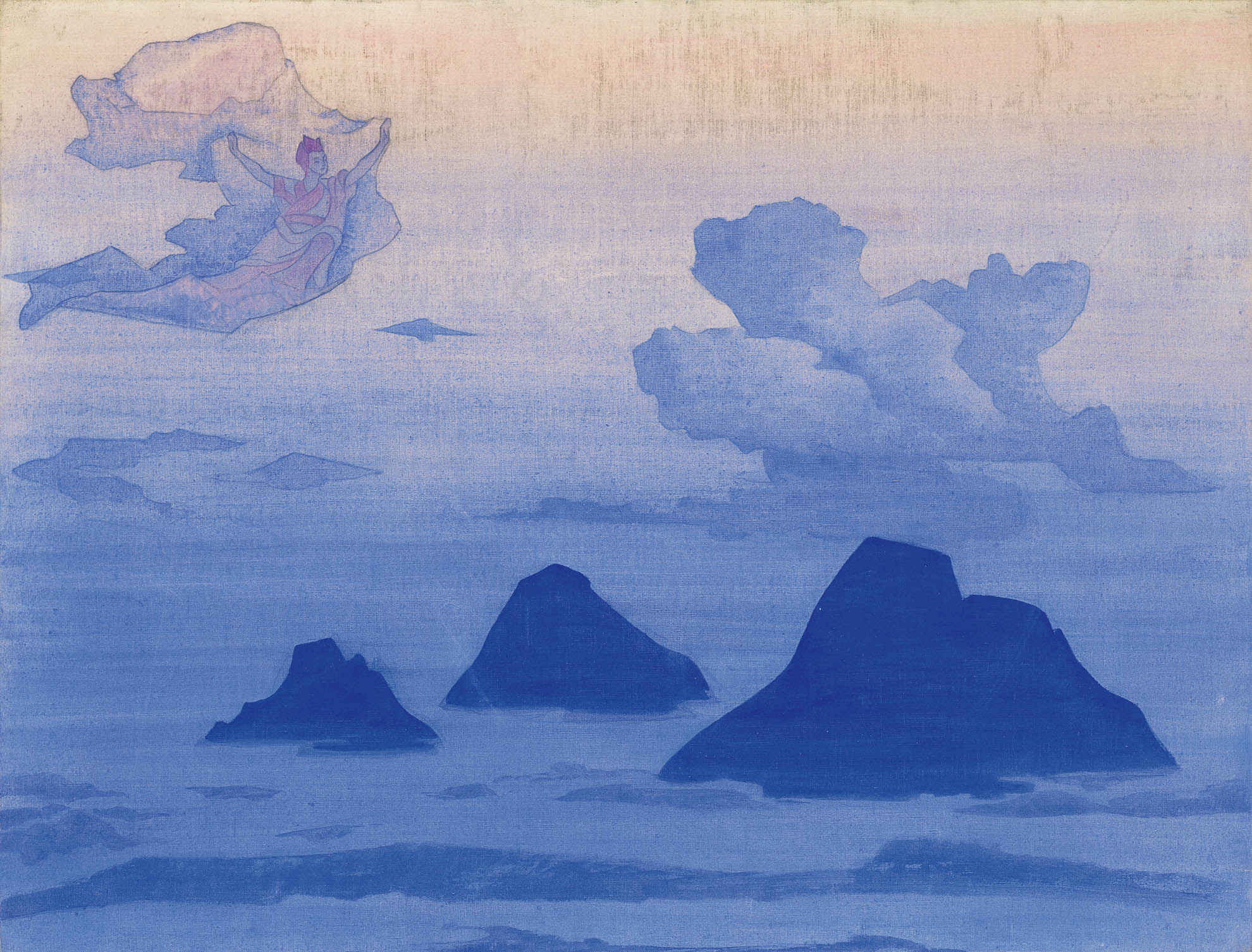
『山々の上で』 Превыше гор　1924年
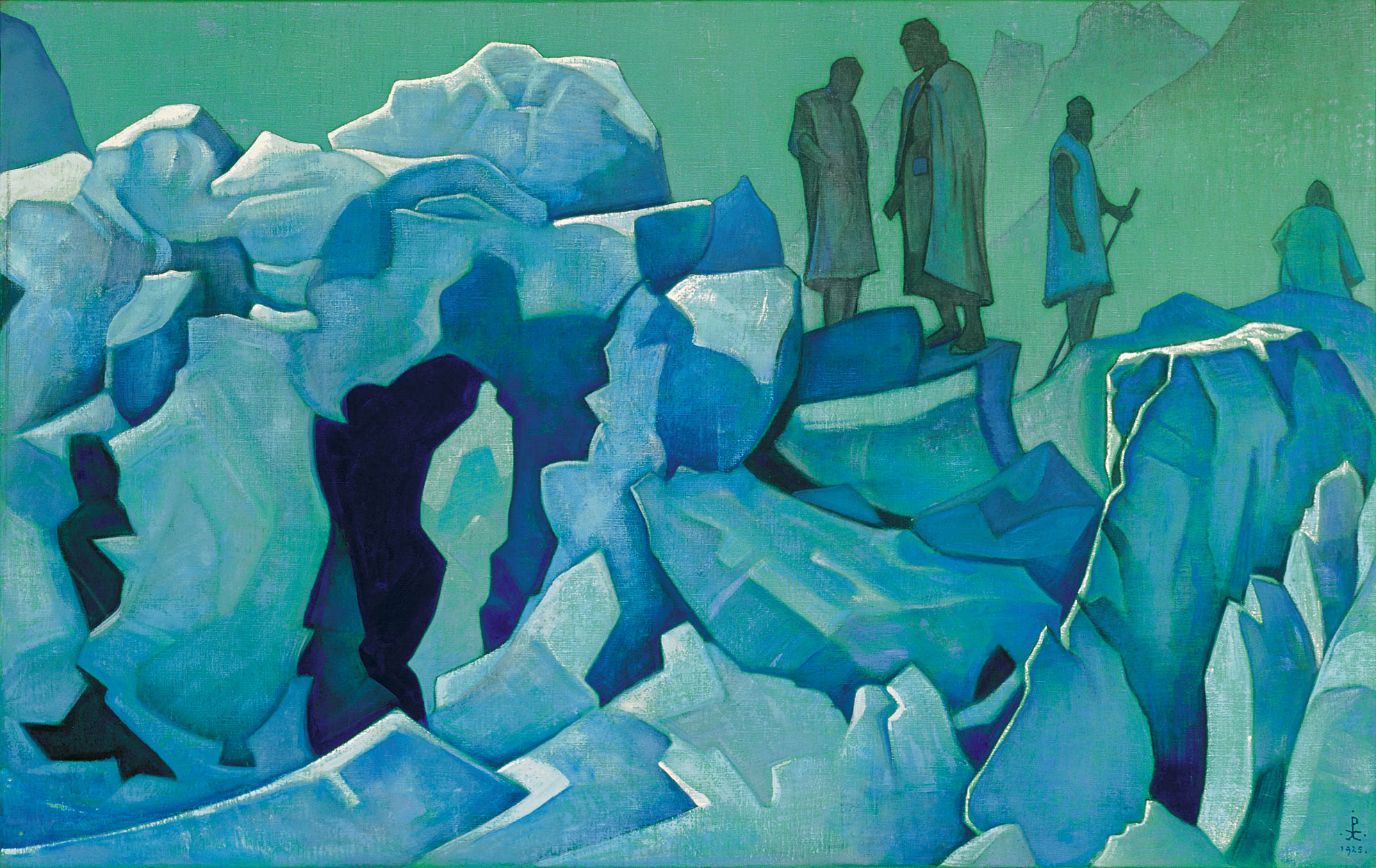
『ヒマラヤの番人』 Дозор Гималаев　連作「東洋の大旗」から　1925年
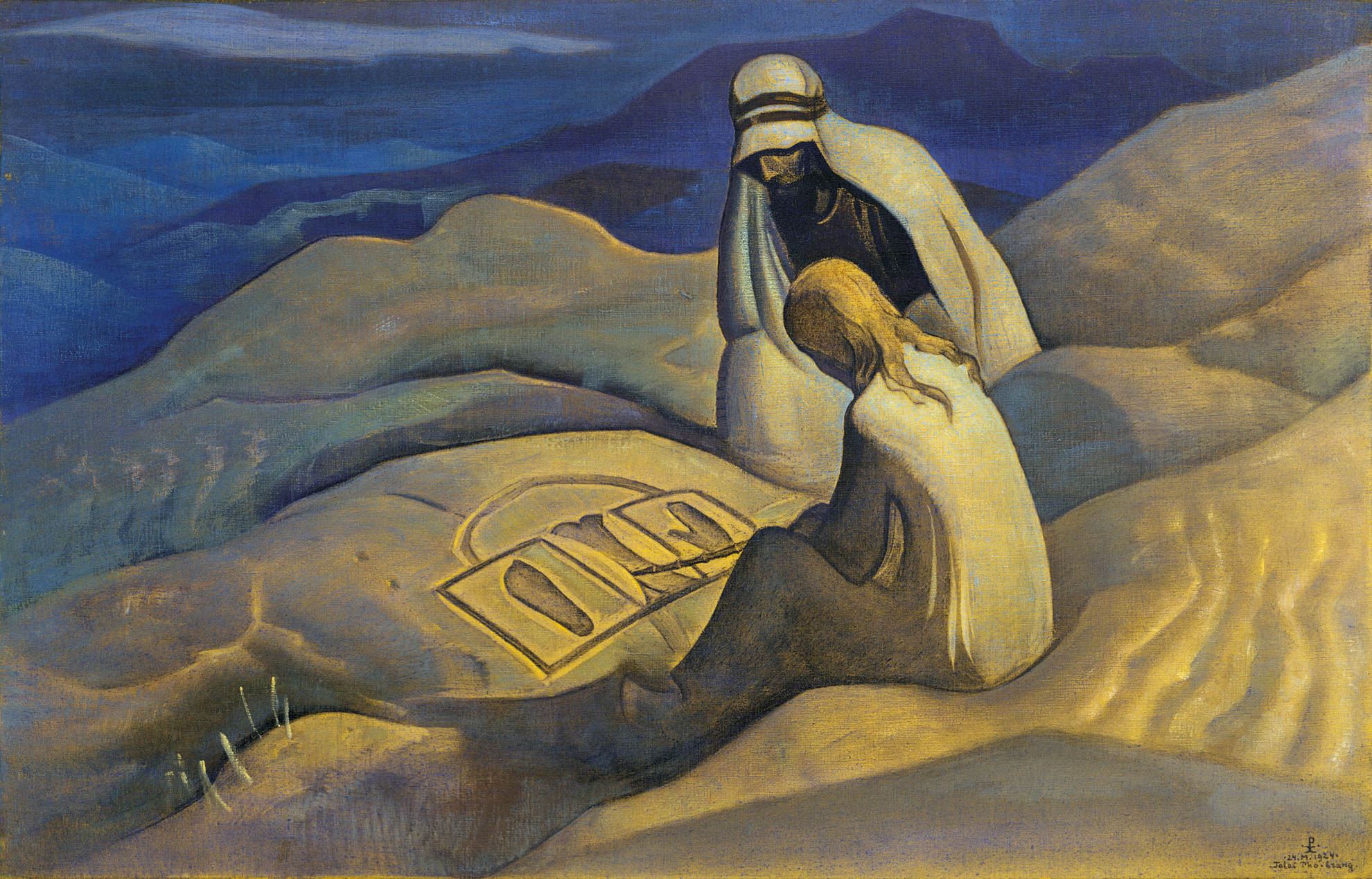
『キリストの兆し』 Знаки Христа　1924年
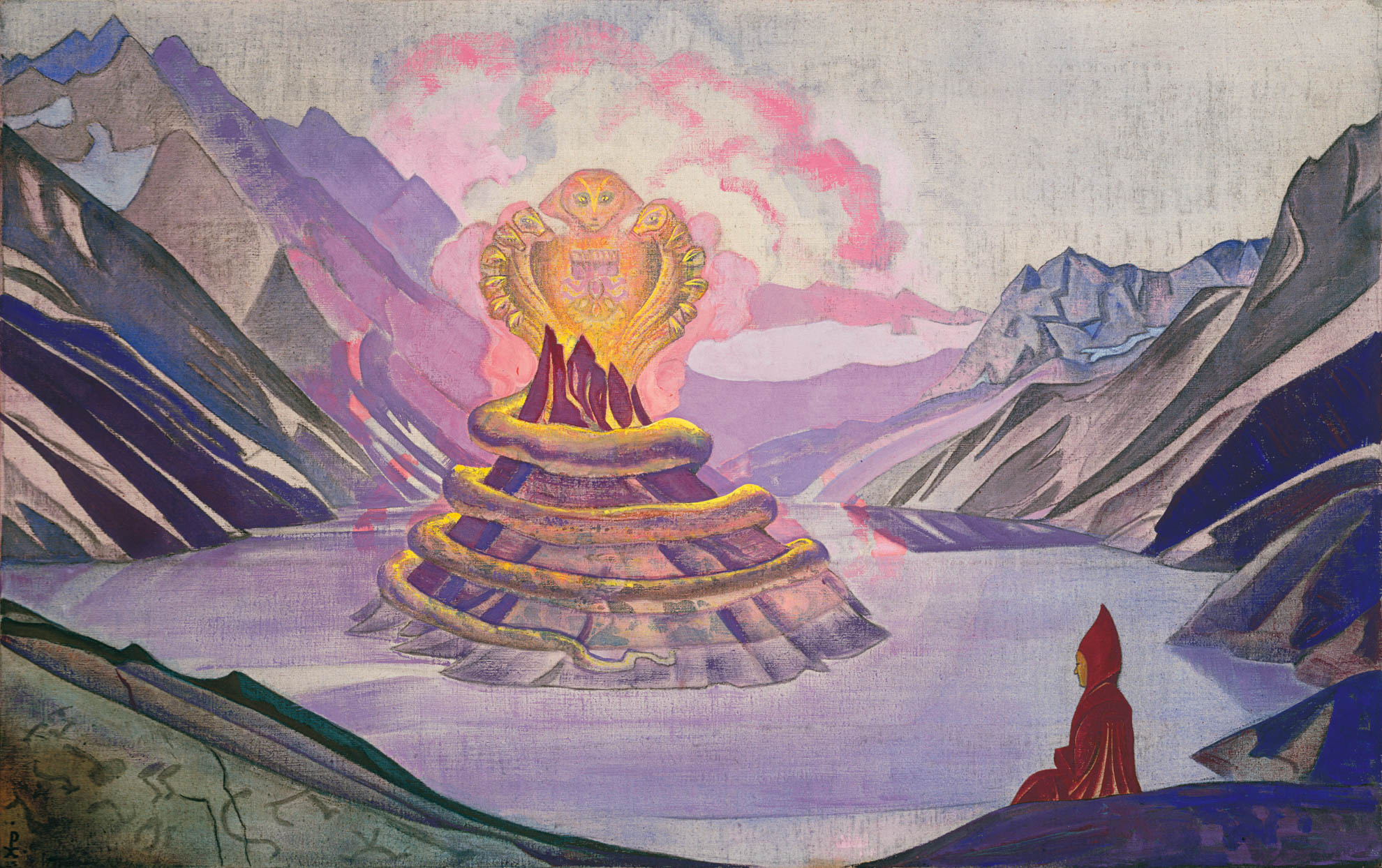
『ナーガルジュナ - 蛇の勝者』 Нагарджуна – Победитель Змия　1925年
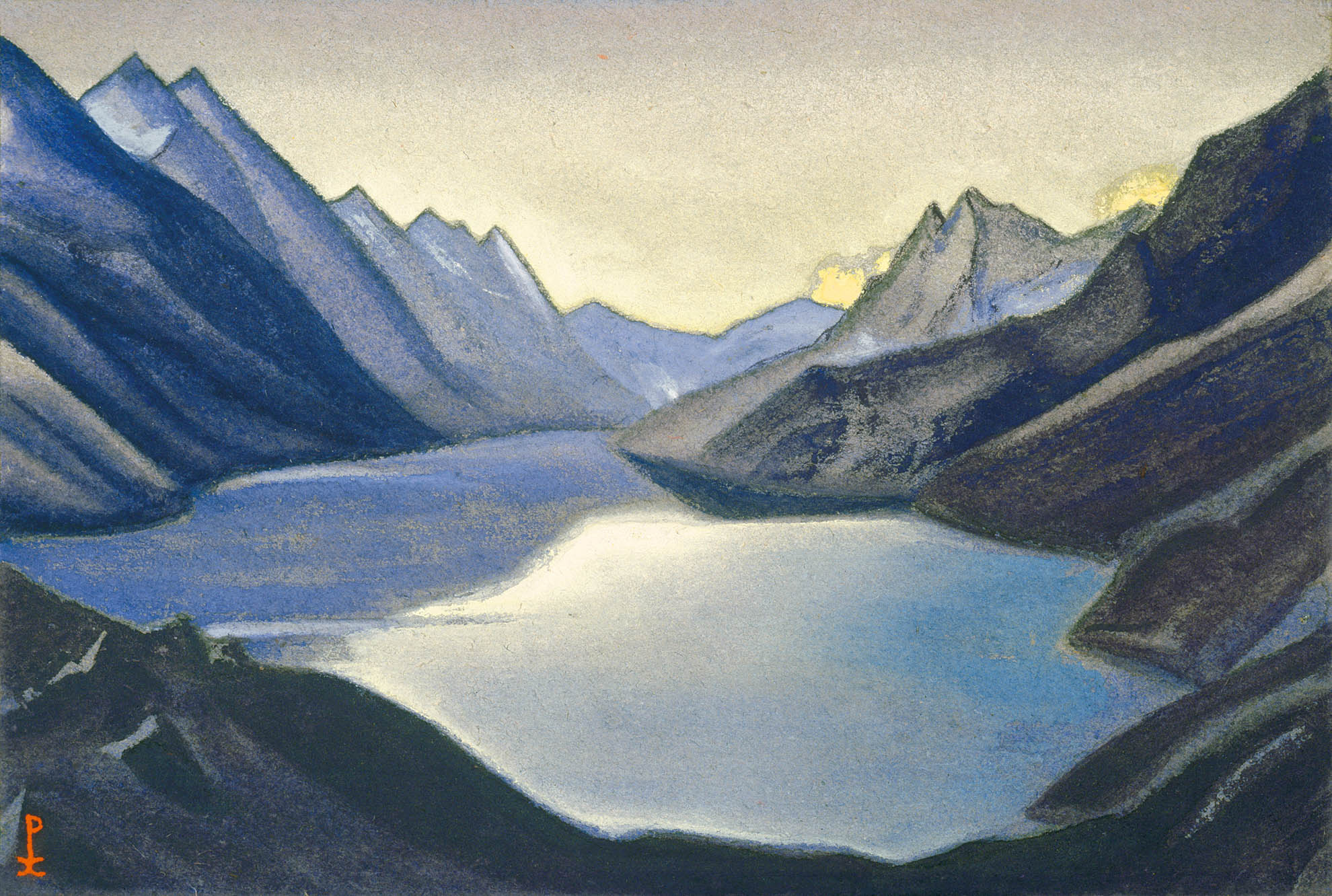
『ナーガの湖』（カシミール） Озеро Нагов. Кашмир　1925年　シェシュナグ湖（英語版）がモデル
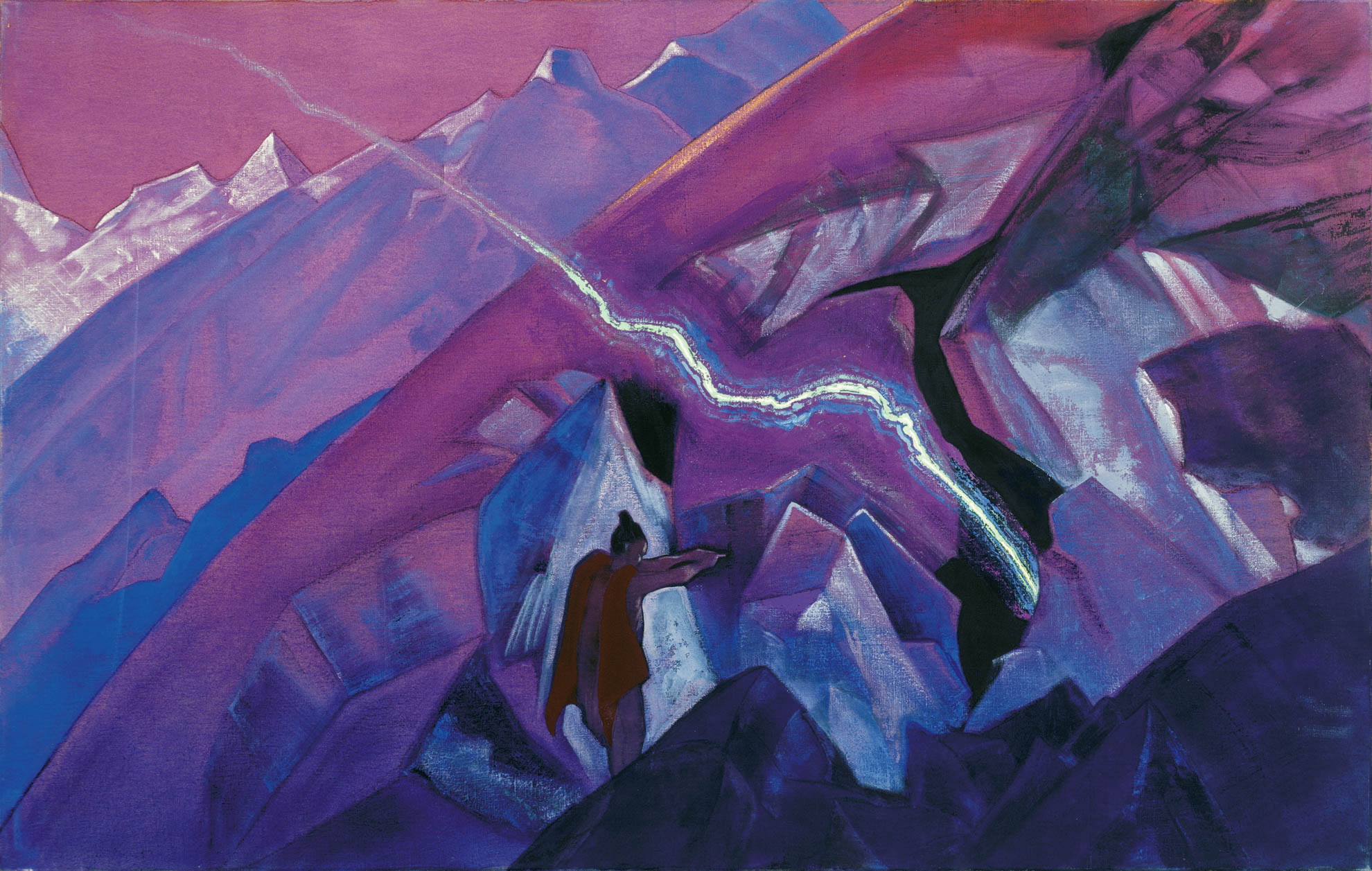
『アルジュナ』 Арджуна　1928–1929年頃
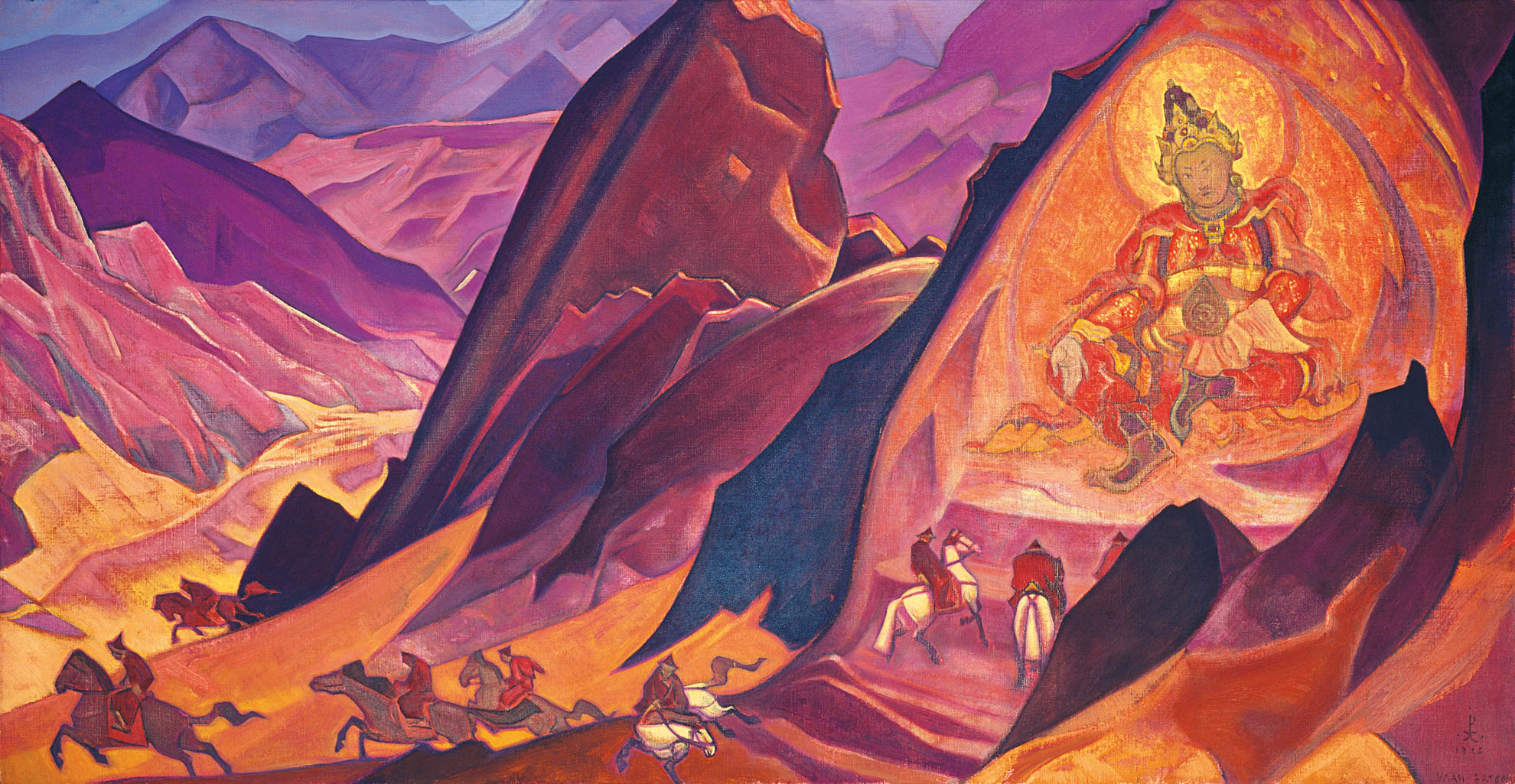
『リグデン・ジャポの指揮』Приказ Ригден Джапо　1926年
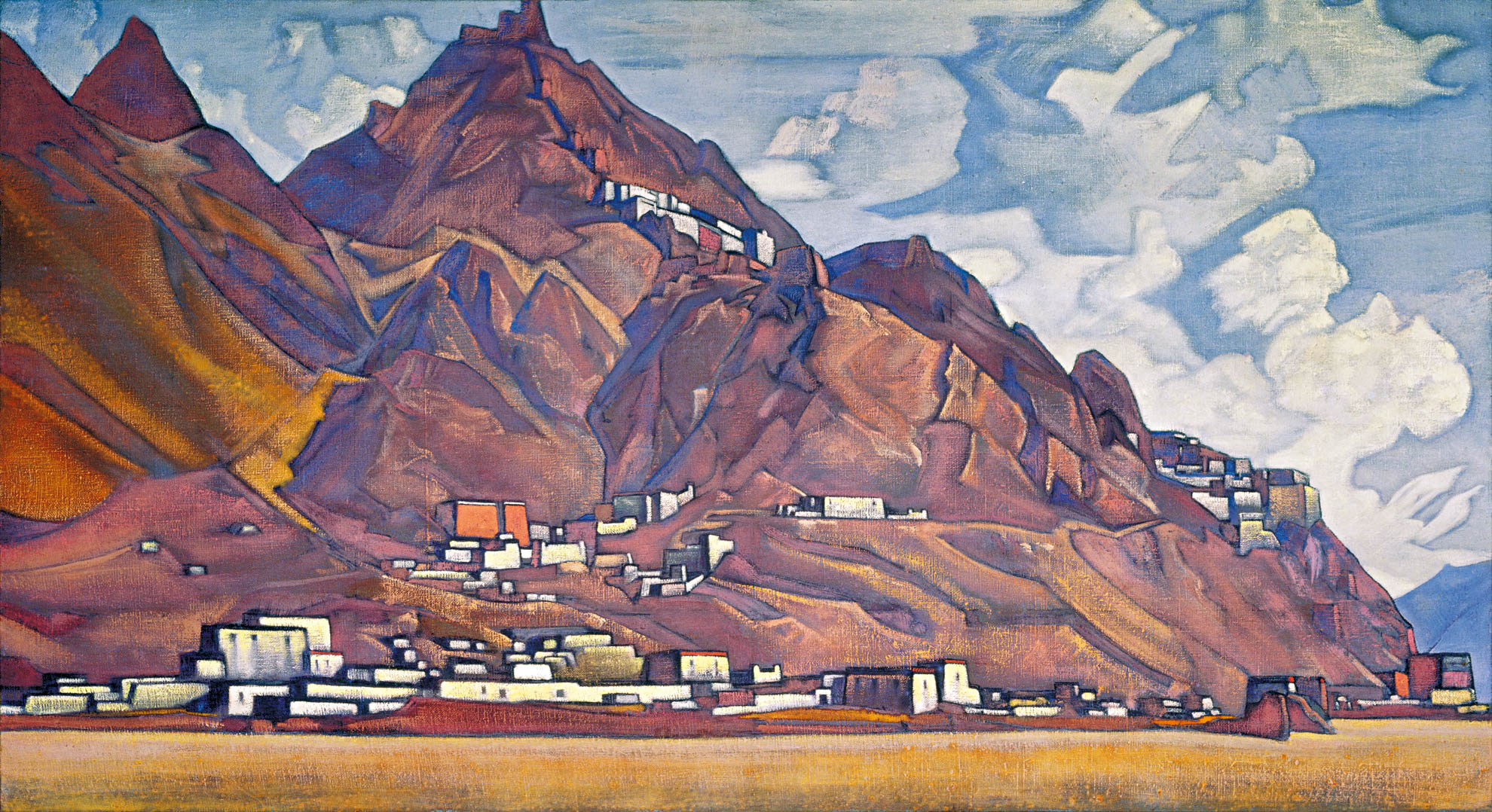
『シェカール（英語版）・ゾン』 Шекар-Дзонг　1928年
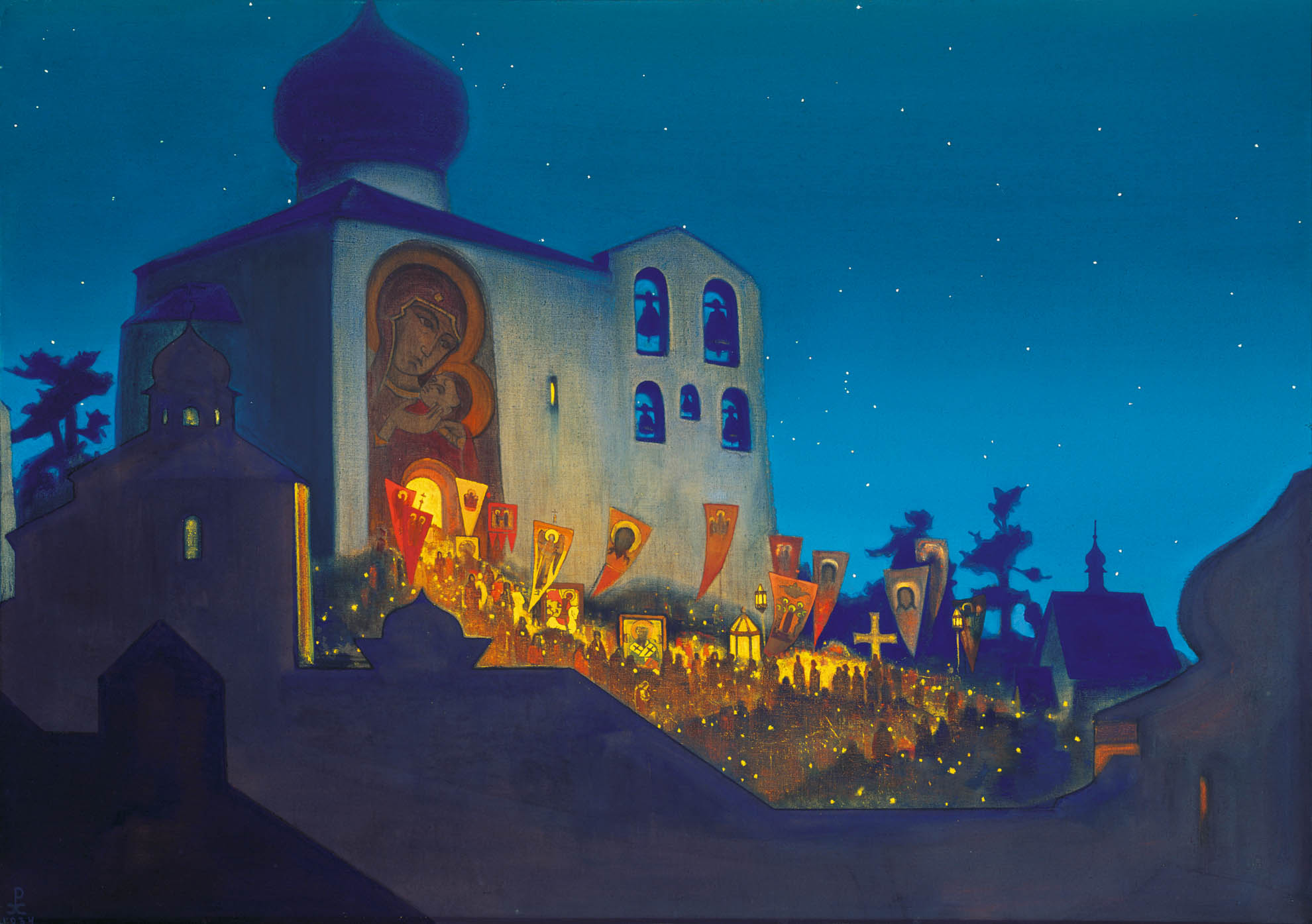
『見えざる天の力と共に祈る』（イースターの夜）Ныне Силы Небесные с нами невидимо служат (Пасхальная ночь)　1934年
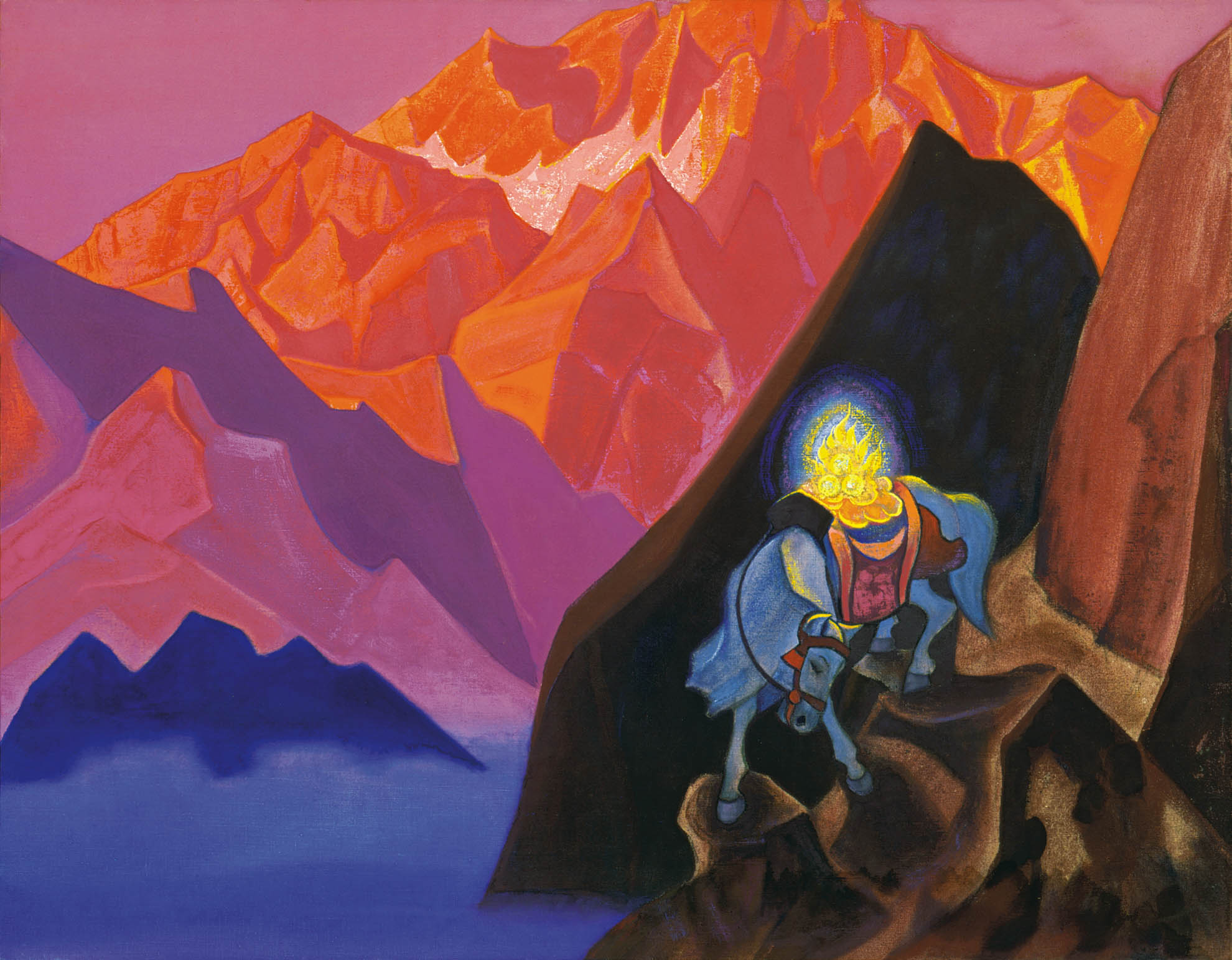
『チンターマニ』Чинтамани　1935年－1936年頃
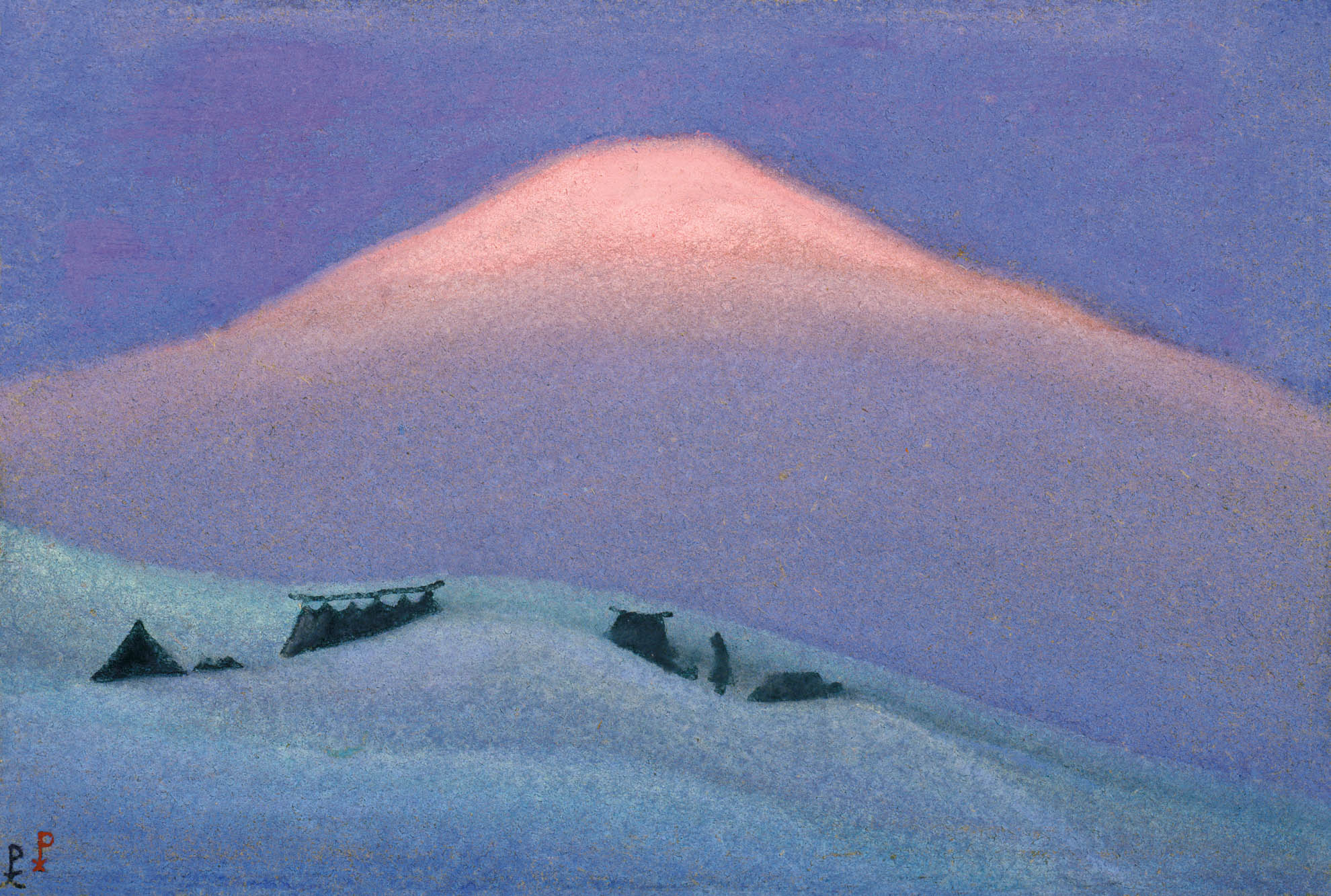
『チャンタン - チベット』 Чантанг. Тибет (Тибетский стан)　1943年
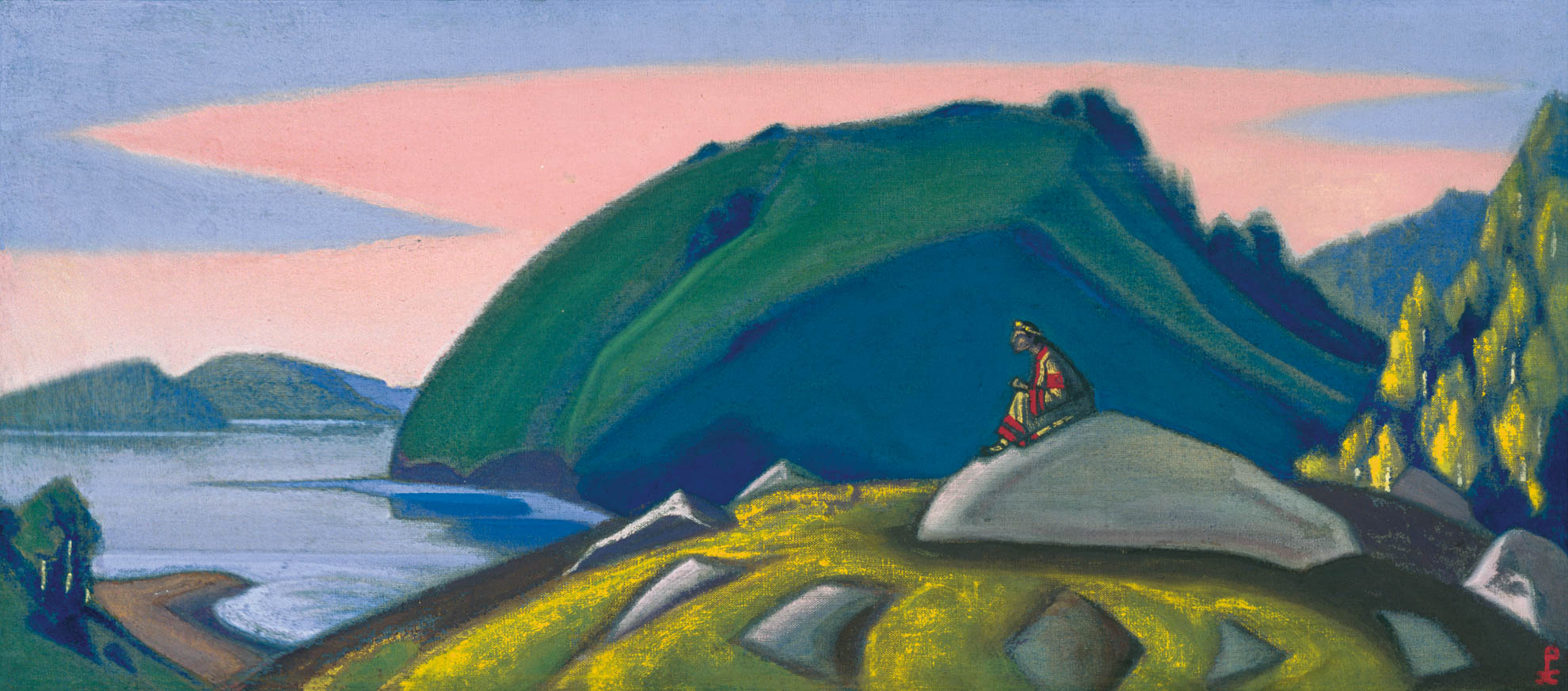
『聖なる春』Весна Священная　1945年

## 主な著書
1. Art and archaeology // Art and art industry. SPb., 1898.  No. 3; 1899. No. 4-5.
2. Some ancient Shelonsky fifths and Bezhetsky end. SPb., 31 pages, drawings of the author, 1899.
3. Excursion of the Archaeological Institute in 1899 in connection with the question of the Finnish burials of St. Petersburg province. SPb., 14 p., 1900.
4. Some ancient stains Derevsky and Bezhetsk. SPb., 30 p., 1903.
5. In the old days, St. Petersburg., 1904,18 p., drawings of the author.
6. Stone age on lake piros., SPb., ed. "Russian archaeological society", 1905.
7. Collected works. kN. 1. M.: publishing house of I. D. Sytin, p. 335, 1914.
8. Tales and parables. Pg.: Free art, 1916.
9. Violators of Art. London, 1919.
10. The Flowers Of Moria. . Berlin: Word, 128 p., Collection of poems. 1921.
11. Adamant. New York: Corona Mundi, 1922
12. Ways Of Blessing. New York, Paris, Riga, Harbin: Alatas, 1924
13. Altai - Himalayas. (Thoughts on a horse and in a tent) 1923–1926. Ulan Bator Khoto, 1927.
14. heart of Asia. Southbury (St. Connecticut): Alatas, 1929.
15. Flame in Chalice. Series X, Book 1. Songs and Sagas Series. New York: Roerich Museum Press, 1930.
16. Shambhala. New York: F. A. Stokes Co., 1930
17. Realm of Light. Series IX, Book II. Sayings of Eternity Series. New York: Roerich Museum Press, 1931.
18. The Power Of Light. Southbury: Alatas, New York, 1931.
19. Women. Address on the occasion of the opening of the Association of women, Riga, ed. About Roerich, 1931, 15 p., 1 reproduction.
20. The Fiery Stronghold. Paris: World League Of Culture, 1932.
21. banner of peace. Harbin, Alatyr, 1934.
22. Holy Watch. Harbin, Alatyr, 1934.
23. A gateway to the Future. Riga: Uguns, 1936.
24. Indestructible. Riga: Uguns, 1936.
25. Roerich Essays: One hundred essays. В 2 т. India, 1937.
26. Beautiful Unity. Bombey, 1946.
27. Himavat: Diary Leaveves. Allahabad: Kitabistan, 1946.
28. Himalayas — Adobe of Light. Bombey: Nalanda Publ, 1947.
29. Diary sheets. Vol. 1 (1934-1935). M: ICR, 1995.
30. Diary sheets. Vol. 2 (1936-1941). M: ICR, 1995.
31. Diary sheets. Vol. 3 (1942-1947). M: ICR, 1996.

### 邦訳
- アジアの心 ニコラス・レーリッヒ (著), 日本アグニヨガ協会 (翻訳・出版) 1981年
- シャンバラの道  ニコライ・レーリヒ (著), 沢西康史 (翻訳) 中央アート出版 1996年

## 関連文献
- 加藤九祚『ヒマラヤに魅せられたひと ニコライ・レーリヒの生涯』人文書院、1982年
- モロジャコフ・ワシーリー「ニコライ・レーリヒと日本---美術と地政学」新日本学20、拓殖大学日本文化研究所、2011年3月。ISBN 978-4-88656-356-9